# Burmagomphus arthuri
Burmagomphus arthuri – gatunek ważki z rodziny gadziogłówkowatych (Gomphidae).